# Scuola di Kyoto

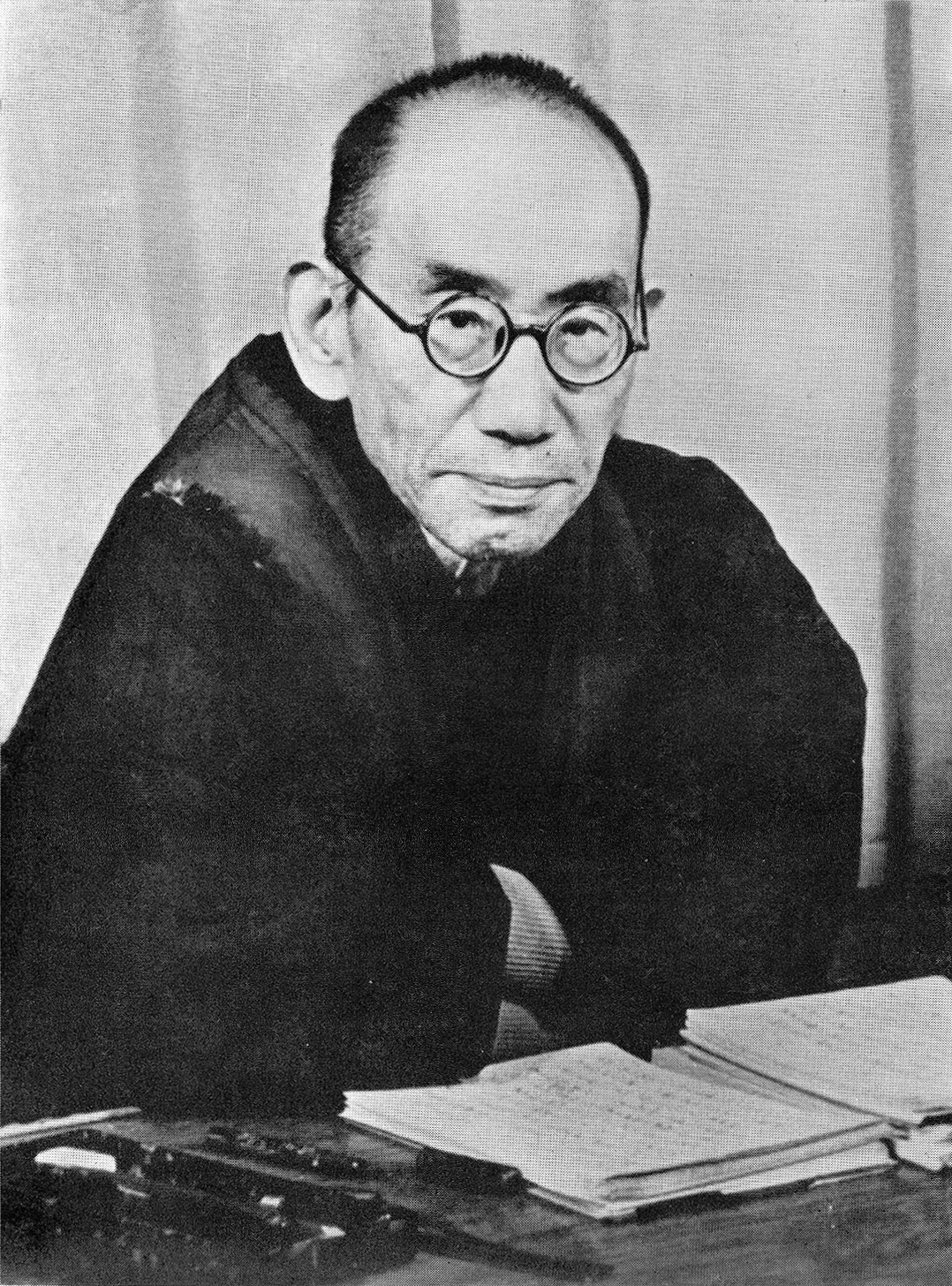
Nishida Kitarō (西田幾多郎, 1870-1945)

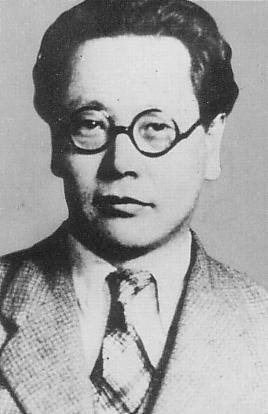
Tosaka Jun (戸坂 潤, 1900–1945)

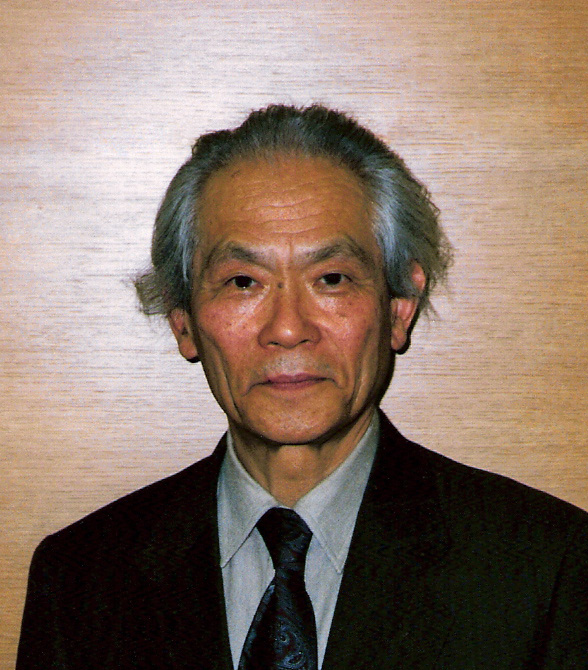
Ueda Shizuteru (上田閑照, 1926-)

Per Scuola di Kyōto (京都学派, Kyōto-gaku-ha) si intende una cerchia di filosofi giapponesi, accademici o pensatori, che a partire dagli anni '20 e fino ad oggi, frequentarono l'Università di Kyōto coagulandosi intorno alla figura di Nishida Kitarō (西田幾多郎, 1870-1945) e del suo successore Tanabe Hajime (田辺元, 1885-1962), rappresentando il fenomeno filosofico più importante del Giappone contemporaneo.
La denominazione "Scuola di Kyōto" compare in un articolo del 1932 a firma dell'allievo di Nishida Kitarō, Tosaka Jun (戸坂 潤, 1900–1945), inizialmente tuttavia questa denominazione occorreva piuttosto ad indicare un orientamento politico patriottico del circolo filosofico che si era andato formando piuttosto che un atteggiamento o un insieme di dottrine di pensiero.
Alla fine della seconda guerra mondiale intervenne una severa autocritica proprio di Tanabe Hajime a fugare le ambiguità filo-nazionalistiche di tale scuola filosofica offrendo così una nuova spinta priva di ambiguità politiche per il rinnovamento del circolo di pensiero che si era andato formando. 
Oggi si possono ricollegare a questa Scuola intellettuali giapponesi di primissimo piano come Nishitani Keiji (西谷啓治, 1900-1990), Hisamatsu Shin'ichi (久松真一, 1889-1980), Masao Abe (阿部正雄, 1915-2006), Ueda Shizuteru (上田閑照, 1926-) e Tsujimura Kōichi (辻村公一, 1922-2010).